# Armenische Diaspora in Europa
Die armenische Diaspora in Europa ist ein Teil der armenischen Diaspora weltweit außerhalb der historischen Kerngebiete Armeniens, meist im Armenischen Hochland bzw. Ostanatolien. Die meisten Armenier immigrierten im 19. und 20. Jahrhundert in viele europäische Staaten, besonders nach Russland, Frankreich, Großbritannien und viele andere Länder. Daneben existiert v. a. in ost- und südosteuropäischen Ländern seit dem Mittelalter eine armenische Diaspora, die teilweise bis heute fortbesteht, ursprünglich meistens städtische Kaufleute, Fernhändler und Handwerker.
Die früheste große armenische Diasporagruppe auf europäischem Boden waren Angehörige der Sekte der Paulikianer, die der byzantinische Kaiser Basileios I. im 9. Jahrhundert zahlreich nach Thrakien deportieren ließ, die aber wahrscheinlich nicht bis ins Spätmittelalter fortbestanden. Im Spätmittelalter unter osmanischer Herrschaft siedelten sich kleinere armenische Minderheiten in den Städten des östlichen Balkans, z. B. Edirne, Plowdiw, Burgas, Ruse oder Saloniki an.

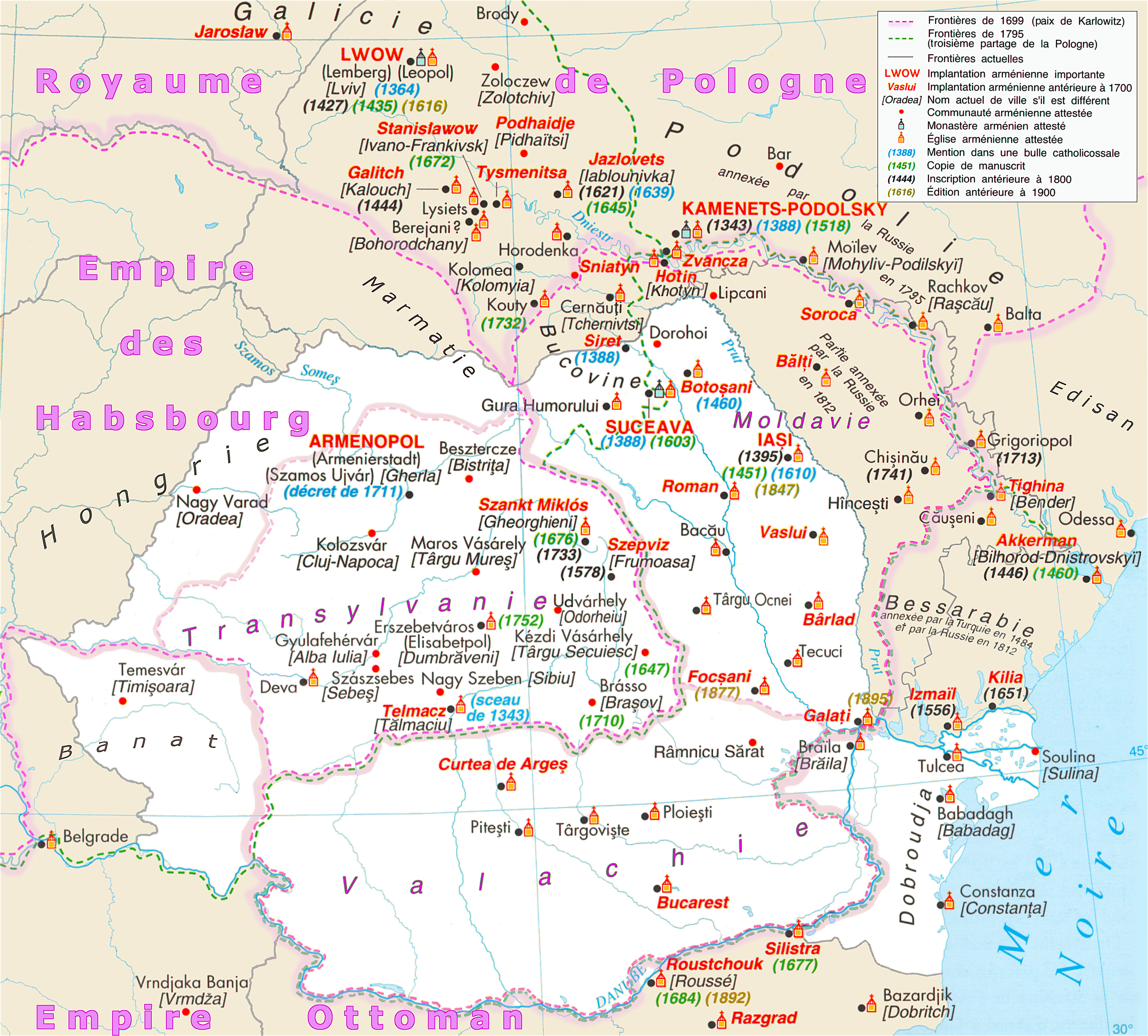
Armenische Ansiedlung westlich der Krim vor 1700 zwischen Ostgalizien-Podolien und Nordbulgarien

Nach der Zerstörung der armenischen Reiche der Bagratuni und Ardsruni in Ostanatolien nach 1000 emigrierte eine große Zahl Armenier auf die Krim in die damalige byzantinische Provinz Cherson, wo sie, später auch unter venezianischer, genuesischer und schließlich unter der Herrschaft des Krimkhanats eine zahlreiche und bedeutende Bevölkerungsgruppe bildeten, die vor allem im Fernhandel zwischen Osteuropa und dem Nahen Osten und im Handwerk aktiv war. Von hier aus siedelten sich viele armenische Kaufleute und Handwerker im Spätmittelalter und der Frühneuzeit auch in ost- und südosteuropäischen Städten an, wie in Polen-Litauen, mit der heutigen Ukraine und in den rumänischen Donaufürstentümern und Siebenbürgen.
Die armenischen Bewohner Osteuropas passten sich sprachlich allmählich der umgebenden Bevölkerung an, blieben aber durch ihre Zugehörigkeit zur armenisch-apostolischen, später teilweise zur armenisch-katholischen Kirche von der Umgebung unterscheidbar. Seit dem 18./19. Jahrhundert war ihr Bevölkerungsanteil teilweise durch Abwanderung nach Osten, teilweise durch Ehen mit der Umgebung und Wechsel der Konfession stark rückläufig. 
Seit dem 19. Jahrhundert wurden Russland und Frankreich Schwerpunktländer der armenischen Diaspora in Europa durch Zuwanderung aus Ostanatolien, Kilikien, Syrien und dem Staat Armenien.

## Religiöse Unterdrückung und Missionierung

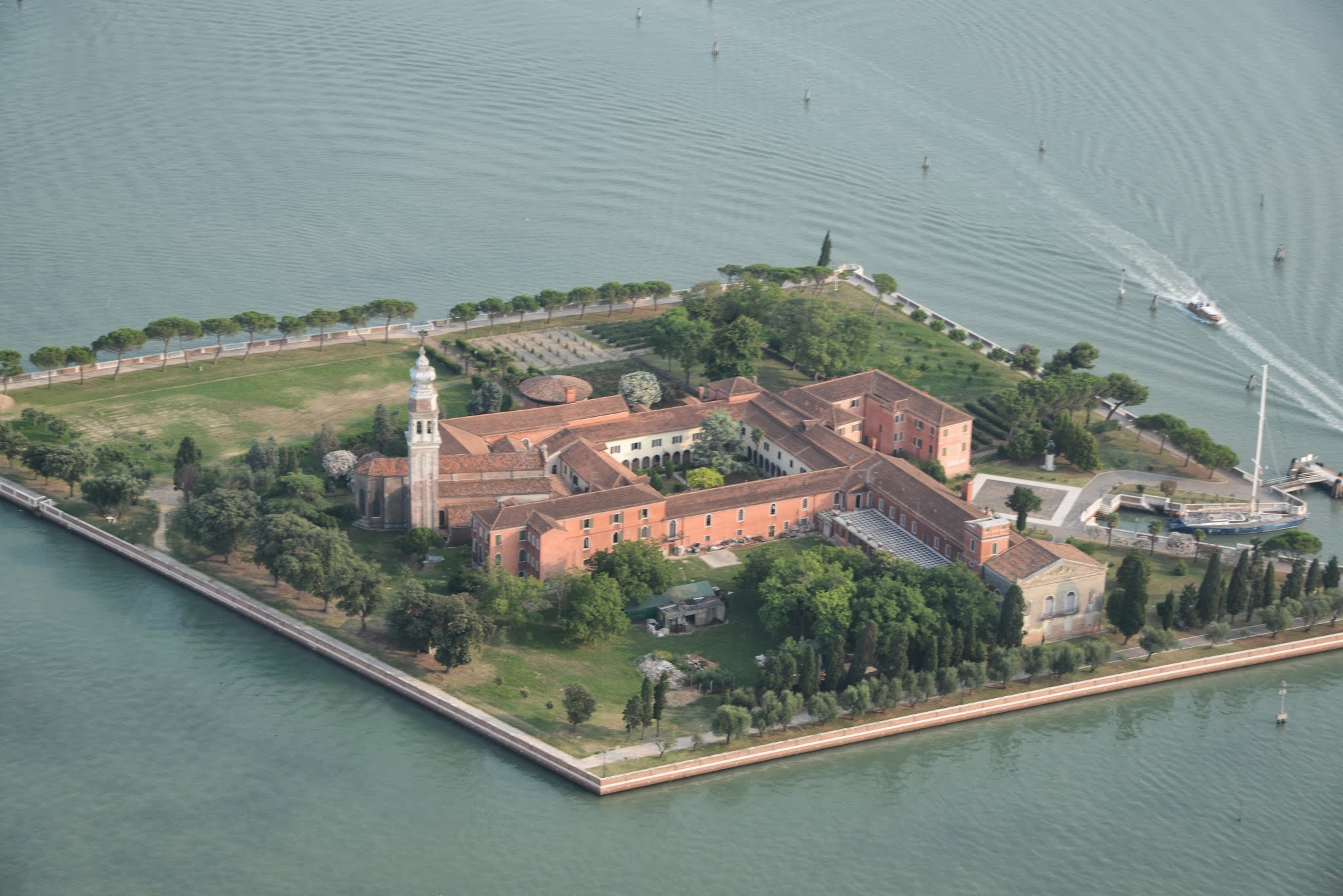
Kloster San Lazzaro degli Armeni, das Zentrum der Mechitaristen bei Venedig

Die Armenier konnten, abhängig von den Verhältnissen in ihren neuen Heimatländern, ihre sprachliche und religiöse Identität erhalten. In Mitteleuropa war der Assimilationsdruck der katholischen Herrscher im 17. Jahrhundert besonders groß. Seit dem 13. Jahrhundert versuchte Rom, Teile der armenischen Christenheit zur Konversion oder Kirchenunion mit dem Heiligen Stuhl zu bewegen und hatte dabei teilweise Erfolg. Nach dem Konzil von Trient (1545–1563) wurden diese Bemühungen im Zuge der Gegenreformation verstärkt, auch mit Hilfe des Jesuitenordens. Mit der Bildung der dem Papst untergeordneten, aber den armenischen Ritus und die armenische Kirchensprache weiter pflegenden armenisch-katholischen Kirchen in Polen-Litauen, danach im Königreich Ungarn, deren Mitgliedschaft für Armenier in beiden Reichen verpflichtend wurden, hatten diese Bestrebungen erste Erfolge. Neben einer kulturellen und sprachlichen Annäherung an die meist katholische Mehrheitsbevölkerung in Polen-Litauen und Ungarn, war die katholische Mission auch eine der Ursachen für einen allmählichen Rückgang der armenischen Minderheit. Während vor Einführung der Zivilehe im 19. Jahrhundert kirchliche Trauungen zwischen Nichtkatholiken und Katholiken fast unmöglich waren, waren armenisch-katholisch–römisch-katholische oder armenisch-katholisch–ukrainisch-katholische Ehen kein Problem und wurden seit dem 17. Jahrhundert häufiger, deren Nachkommen sich oft nicht mehr als Armenier identifizierten.
Eine der wichtigsten armenisch-katholischen Persönlichkeiten war Mechitar von Sebasteia (1676–1749), der als Mitglied des Klerus des armenischen Patriarchats von Konstantinopel zum Katholizismus konvertierte und 1717 auf der Insel San Lazzaro in Venedig die katholische Kongregation der Mechitaristen begründete. Selbst ein Sprachforscher, wurde Mechitar mit seinen Mönchen zu einem entscheidenden Faktor in der Erforschung und Etablierung der neuzeitlichen armenischen Sprache (neben der altarmenischen Kirchensprache) und Kultur. Die Mechitaristen entwickelten sich auch zur treibenden Bewegung der armenisch-katholischen Mission unter den Armeniern im Nahen Osten, die von der traditionellen Armenisch-Apostolischen Kirche anfangs bekämpft wurde.
Neben die Armenisch-Katholische Kirche trat seit Anfang 19. Jahrhundert durch den Einfluss britischer, amerikanischer, deutscher u. a. evangelischer Missionare auch eine Armenisch-Evangelische Kirche, deren prozentualer Anhang unter den Armeniern in Südost- und Osteuropa allerdings geringer war, als unter den Armeniern im Nahen Osten.
In den östlichen christlich-orthodoxen Ländern existierten keine vergleichbaren Anschluss- und Missionsbestrebungen, obwohl sich die armenische Kirche auch hier durch ihr christologisches Dogma des Monophysitismus/Miaphysitismus von den orthodoxen Kirchen deutlich unterschied. Beispielsweise wurden im Russischen Reich zwar andere orthodoxe Kirchen, wie die Georgische Orthodoxe Kirche oder die Rumänisch-Orthodoxe Kirche in Bessarabien der Russisch-Orthodoxen Kirche angeschlossen, die Sonderstellung der Armenisch-Apostolischen Kirche wurde dagegen ohne Missionierungsversuche beibehalten.

## Armenia maritima (Krim)

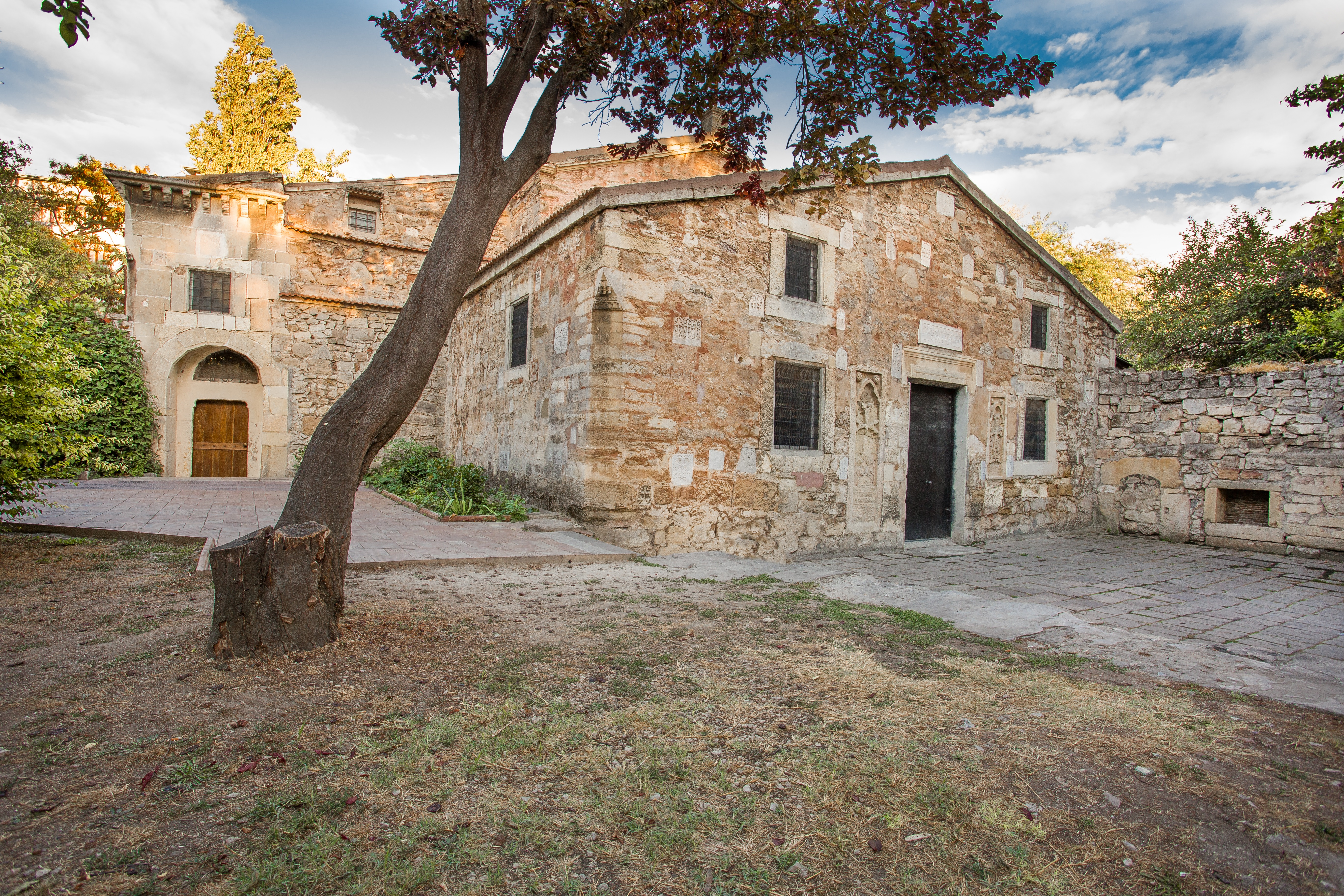
Die wahrscheinlich älteste von mehreren erhaltenen mittelalterlichen armenischen Kirchen in Feodossija (Kaffa) auf der Krim: Sub Sarkis (St. Sergios, um 1330)

Zu einem ersten Zentrum der armenischen Diaspora im Spätmittelalter auf europäischem Boden wurde die Krim, in deren Städten sich Armenier seit dem 11. Jahrhundert nachweisen lassen. Die Krim wurde als Endpunkt der Karawanenrouten durch das Reich der Goldenen Horde zu einer blühenden Handelszone, vor allem, als die Genuesen ab 1267 die Kontrolle über die Häfen im Süden übernahmen. Die Armenier leisteten ihnen unentbehrliche Dienste als Handelsagenten, Handelspartner und Soldaten. Ihre Zahl wuchs durch weitere Zuwanderung aus Armenien selbst und dem Süden Russlands, wohin die Mongolen Armenier gebracht hatten, und betrug im 14. und 15. Jahrhundert mehrere Zehntausend. In einigen westlichen Quellen wurde der Süden der Krim deshalb als Armenia Maritima oder auch Armenia Magna (in historischer Anspielung auf das in der Antike jenseits des Meeres gelegene Magna Graecia) bezeichnet.
Die Krim wurde Mitte des 14. Jahrhunderts als eigenes armenisches Bistum eingerichtet, die Stadt Kaffa allein wies 44 armenische Kirchen und 46.000 Gläubige auf. Die Vertreibung der Genuesen durch die Osmanen und die mit ihnen verbündeten Krimtataren beendete 1475 diese Handelsblütezeit kurzzeitig. Viele Armenier gingen nach Konstantinopel, Bulgarien oder nach Polen-Litauen, wo aber schon zuvor Armenier nachweisbar sind, besonders als städtische Fernhändler und Handwerker.

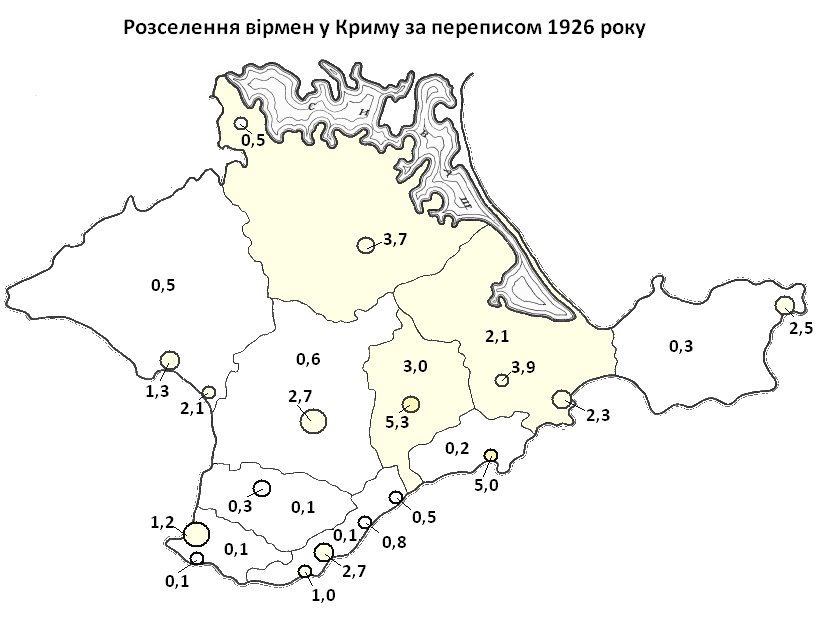
Prozentanteil der armenischen Minderheit in den Kreisen und Städten der Krim in der Volkszählung 1926

Im Krimkhanat erneuerte sich die Blüte der Handelszentren auf der Krim und armenische Kaufleute spielten neben muslimisch-krimtatarischen, griechischen und jüdischen (krimtschakischen und karäischen) eine bedeutende Rolle im Fernhandel des Krimkhanats. Die Stadt Kaffa (krimtat. Kefe, heute Feodossija) blieb bis ins 18. Jahrhundert eine zur Mehrheit armenisch bewohnte Handelsstadt. Nachdem das Krimkhanat im Friede von Küçük Kaynarca 1774 zum unterworfenen Vasallenstaat Russlands wurde, kam es zu Unruhen und Übergriffen zwischen der krimmuslimischen und krimchristlichen Bevölkerung, woraufhin Katharina die Große im Jahr 1778 die meisten christlichen Krim-Armenier und Krim-Griechen (fast alle damals im Alltag krimtatarischsprachig, aber an ihren kirchlichen Zugehörigkeiten und Namen erkennbar) in die Region um Asow und Rostow am Don umsiedelte, beispielsweise nach Nachitschewan am Don.
Kleine Minderheiten blieben auch danach auf der Krim. In den Volkszählungen auf der Krim im 19. und der ersten Hälfte des 20. Jahrhunderts schwankte der armenische Bevölkerungsanteil bei durchschnittlich etwa 1–3 %. Erst die Stalinistischen Deportationen nach Nationalität bedeuteten das Ende der armenischen Präsenz auf der Krim, wie überhaupt der gesamten Altbevölkerung aus der Zeit des Krimkhanats (die Mehrheit der Krimjuden waren der Schoah zum Opfer gefallen). Kurz nach der Deportation aller Krimtataren durch den NKWD ab 11./18. Mai 1944 wurden ab 29. Mai/2. Juni auch die armenischen und griechischen Minderheiten von der Krim deportiert (aufgrund ihrer krimtatarischen Umgangssprache und ihrer traditionell engen Kontakte zu den Krimtataren), sowie die im 19. Jahrhundert angesiedelten Bulgaren und Italiener auf der Krim (als Abgehörige von Ethnien, die gleichzeitig in Feindstaaten des Weltkrieges das Staatsvolk stellten). Weil die Deportierten von der Krim in sowjetischer Zeit nie voll rehabilitiert wurden, kehrte die Mehrheit der Krimtataren, einige Griechen, Armenier, Bulgaren und auch einige Krimdeutsche, die im August 1941 deportiert wurden, erst nach dem Ende der Sowjetunion auf die Krim zurück. Wegen des Widerstands der in ihre Wohnungen und Häuser zugeteilten Bewohner, leben die meisten heute gemeinsam in neu errichteten Siedlungen.

## Armenier in Polen und der südlichen Rus/Ukraine (Lehastan)

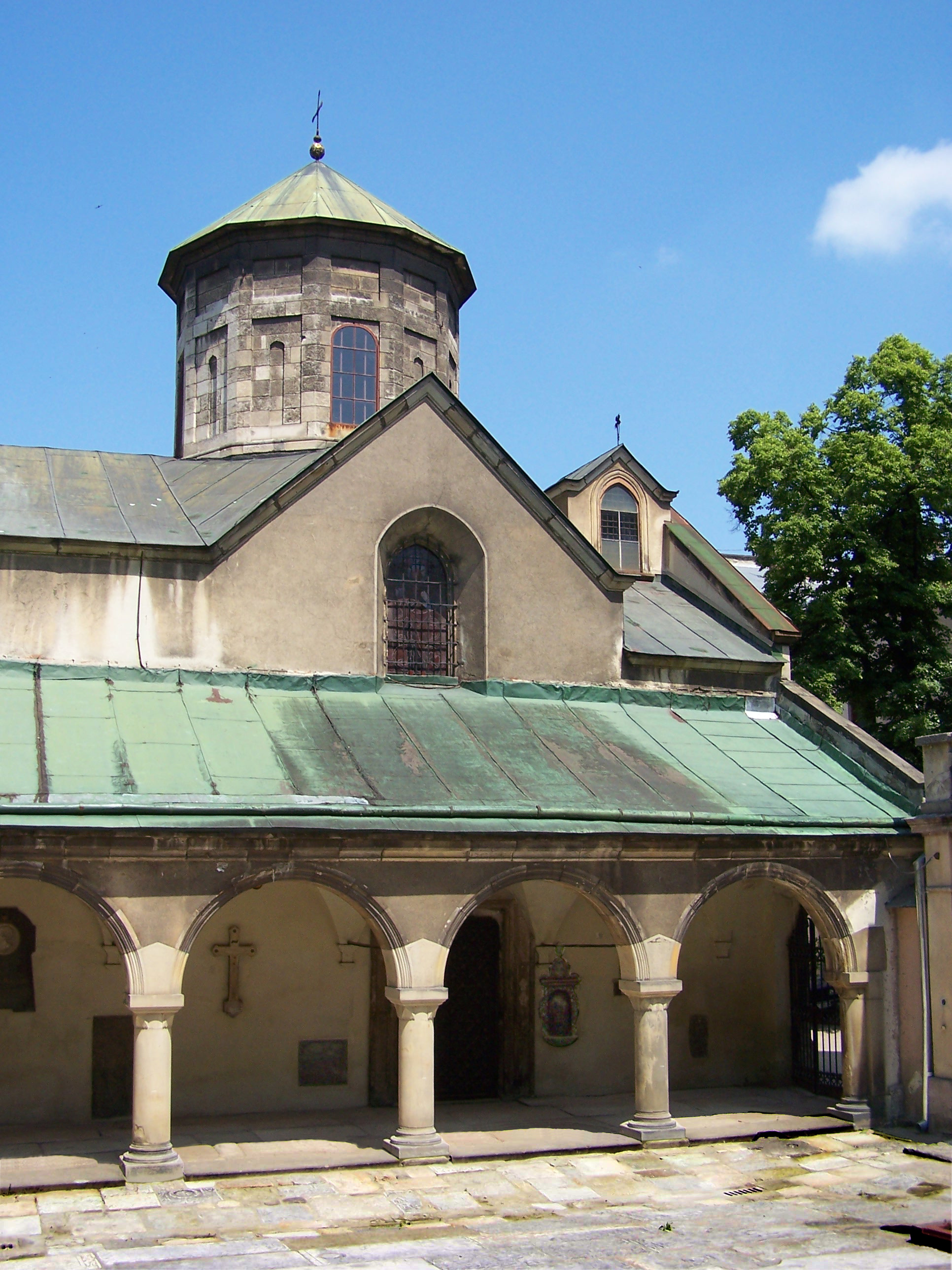
Armenische Kathedrale von Lemberg, errichtet 1356–63, 1689–1945 armenisch-katholisch, seit 2001 wieder armenisch-apostolisch

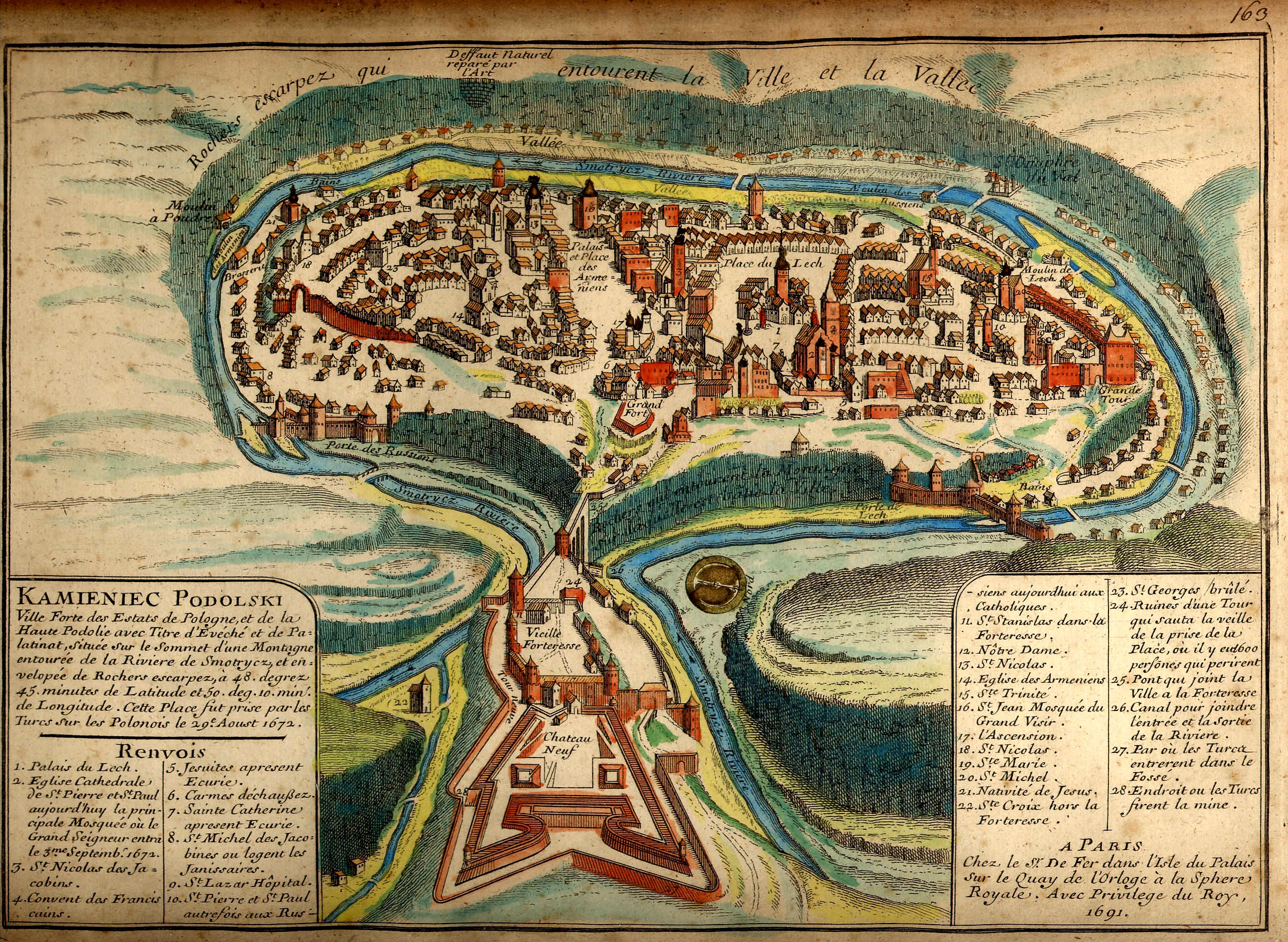
Wichtigstes armenisches Zentrum in Polen-Litauen nach Lemberg war Kamjanez-Podilskyj, wo sich unter Aufsicht des Burg-Starosten neben der alteingesessenen ruthenischen, orthodoxen (ab 1596 griechisch-katholischen) Stadtgemeinde (außen herum, Zentrum ganz rechts) seit dem 14. Jahrhundert auch eine polnische, römisch-katholische (nach Magdeburger Recht, Zentrum um den polnischen Marktplatz, rechts der Mitte) und eine armenische Gemeinde (Zentrum um den armenischen Marktplatz, links der Mitte) etablierte – alle mit getrennten Bürgerregistern, Kirchen, Stadträten, Stadtverwaltungen, Rathäusern, Gerichten und Rechtstraditionen.

Seit dem 11. Jahrhundert waren Armenier in das Gebiet der russischen Fürstentümer eingewandert. Nach der mongolischen Eroberung 1240 bildete sich Gemeinden in den westlichen Gebieten Galizien, Wolhynien und Podolien (in armenischen Quellen werden diese Gebiete „Lehastan“ genannt), die 1340 von Kasimir III. an das Königreich Polen angegliedert wurden. Kasimir III. gewährte wie den Juden auch den Armeniern das Recht, ihren Glauben zu praktizieren und eigene Gerichte zu erhalten.

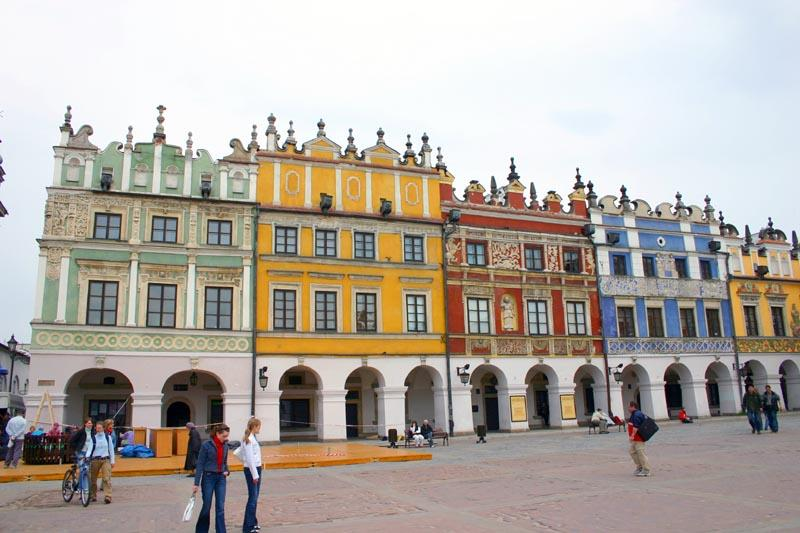
Häuser armenischer Kaufleute in der zum UNESCO-Welterbe gehörenden Renaissance-Planstadt Zamość.

Weitere Einwanderungen, vor allem auch von der Krim nach 1475, ließen die armenischen Gemeinschaften in zahlreichen Städten der heutigen Westukraine anwachsen. Ihr Zentrum bildete Leopolis/Lemberg, seit 1364 Sitz eines armenischen Bischofs und wichtigster Gerichtsort der Armenier. Anfang des 17. Jahrhunderts lebten 2500 Armenier in der Stadt. Die führende Schicht waren die reichen Handelsherren, die im Handel zwischen den osteuropäischen Reichen Polen-Litauen, Russland und Ungarn auf der einen Seite, meist über das Krimkhanat und die rumänischen Balkanländer Moldau, Walachei und Siebenbürgen zum Osmanischen Reich und Persien auf der anderen Seite eine bedeutende Rolle spielten und auch bei der spätmittelalterlichen und frühneuzeitlichen Ansiedlung von Armeniern in den ost- und südosteuropäischen Ländern westlich der Krim führend tätig waren. Ihnen folgten armenische Handwerker und weitere, meist städtische Bevölkerungsgruppen. 
Von der armenisch-christlichen Gemeinschaft in Polen-Litauen vom 13.–17. Jahrhundert sind zahlreiche Urkunden, Chroniken und andere Schriften in traditioneller armenischer Schrift erhalten. Die Alltagssprache, in der sie verfasst wurden, war allerdings die traditionelle Turksprache der Krim, anfangs Kiptschakisch, später Krimtatarisch genannt, durchsetzt mit armenischen Lehnwörtern, weshalb die Sprachform auch Armeno-Kiptschakisch, selten Armeno-Krimtatarisch genannt wird. Das zeigt, dass die Krimarmenier schon im frühen Krimkhanat des Spätmittelalters durch Beziehungen zu ihren krimtatarischen Nachbarn die kiptschakisch-krimtatarische Umgangssprache übernommen hatten und sie in Polen als interne Sprache noch lange beibehielten. Erst im 17./18. Jahrhundert gingen sie zur polnischen Umgangssprache über. Armenier leisteten aber auch in der militärischen Verteidigung des Landes dem polnischen Königreich wichtige Dienste. Mehrere tausend Armenier zogen 1683 im Heer des Jan III. Sobieski zum Entsatz der Stadt von den Osmanen nach Wien.

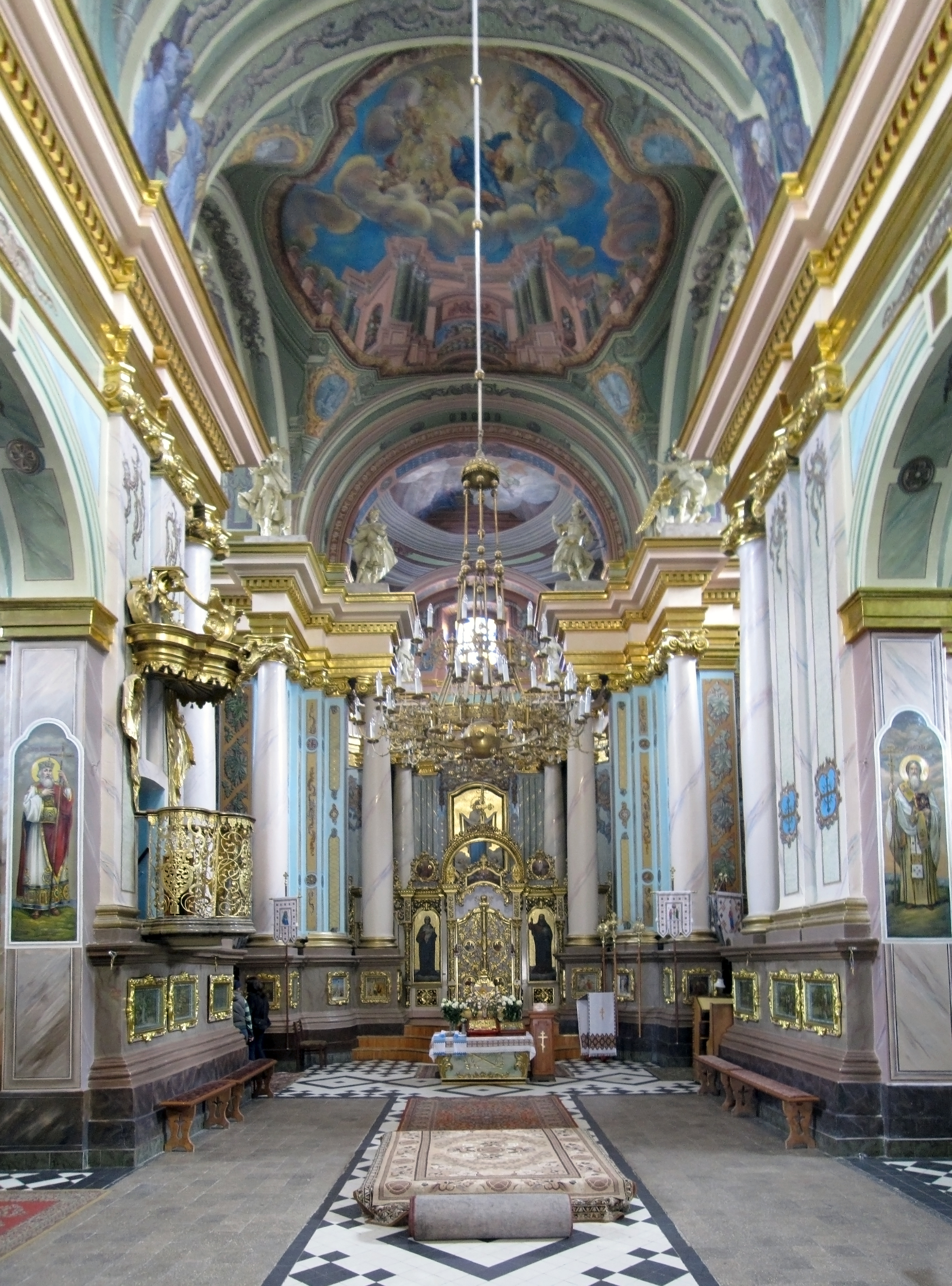
Die barocke Innenarchitektur der armenisch-katholischen Kathedrale von Iwano-Frankiwsk (errichtet 1743–63) zeigt den katholischen Einfluss auf die armenisch-katholische Kirche

Galizien wurde zu einem Zentrum des frühen armenischen Buchdrucks und der Literatur. Die Jesuiten gründeten im 17. Jahrhundert ein Seminar in Lemberg zur Förderung der armenischen Studien und Literatur. Damit verbunden war ein steigender Assimilationsdruck der polnischen weltlichen und kirchlichen Autoritäten auf die Armenier, wie auf alle nichtkatholischen Konfessionen, der zu zahlreichen Konversionen führte. 1596 mussten die Orthodoxen die Union von Brest eingehen, 1689 erkannte der armenische Bischof von Lemberg die Hoheit des Papstes bei Beibehaltung des armenischen Ritus und der altarmenischen Kirchensprache an. So entstand der früheste regionale Vorläufer der armenisch-katholischen Kirche, die wie alle mit Rom unierten Kirchen kulturelle Annäherungen an römisch-katholische Traditionen entwickelten. Der kirchlichen Union folgte die sprachliche Polonisierung. 
Aus Ablehnung der Union mit Rom und aufgrund der schwindenden wirtschaftlichen und politischen Prosperität des polnisch-litauischen Staates emigrierten viele Armenier nach Russland, Konstantinopel, Persien oder in die Walachei. Das Ende des armenischen Ritus im Osten von Lehastan brachte 1820 nach der Annexion Podoliens im Rahmen der polnischen Teilungen die russische Herrschaft. In Lemberg selbst und Galizien konnte das armenisch-katholische Glaubensleben unter österreichische Herrschaft fortgesetzt werden, das Bistum umfasste 1880 etwa 3000 armenisch-katholische Christen polnischer Sprache, die in Österreich-Ungarn deshalb oft „Armeno-Polen“ genannt wurden. 
In begrenztem Umfang überstand diese Gemeinde auch die erneute polnische Herrschaft, den Zweiten Weltkrieg und die Sowjetherrschaft und bestand 1970 noch aus 1500 Mitgliedern. Die meisten Gemeindemitglieder wurden nach dem Weltkrieg aber, wie fast alle polnischsprachigen Bewohner Lembergs während der Zwangsumsiedlung von Polen aus den ehemaligen polnischen Ostgebieten 1944–1946 nach Breslau umgesiedelt. Heute existiert in der Westukraine wieder eine kleine armenisch-apostolische Gemeinde mit der im 14. Jahrhundert errichteten Kathedrale von Lemberg als Zentrum. In Polen existieren armenisch-katholische Kirchen heute in Gliwice, Warschau und Danzig, armenisch-polnische Kulturvereine (Ormiańskie Towarzystwo Kulturalne) neben diesen drei Orten noch in Opole, Breslau, Krakau und Poznań.
In der heutigen Ukraine lebt heute wieder eine kleine, meistens armenisch-apostolische Minderheit, die vorwiegend in sowjetischer Zeit einwanderte. Ihr Anteil liegt nach der Volkszählung 2001 in allen Regionen unter 0,5 %, im Westen sogar unter 0,1 %.

## Armenier in den rumänischen Donaufürstentümern

Fürstentümer Moldau (blau) und Walachei (hellbraun) und die im 18. Jahrhundert abgetretenen Gebiete Bukowina und Kleine Walachei (schraffiert) mit den ältesten armenischen Ansiedlungen um 1402 (blau), weiteren bis 1475 (violett) und armenischen Siedlungen bis 1700 (hellbraun), dem Bistum in Suceava (Chatschkar-Symbol) und armenisch-apostolischen Händler-Gilden und Karawansereien

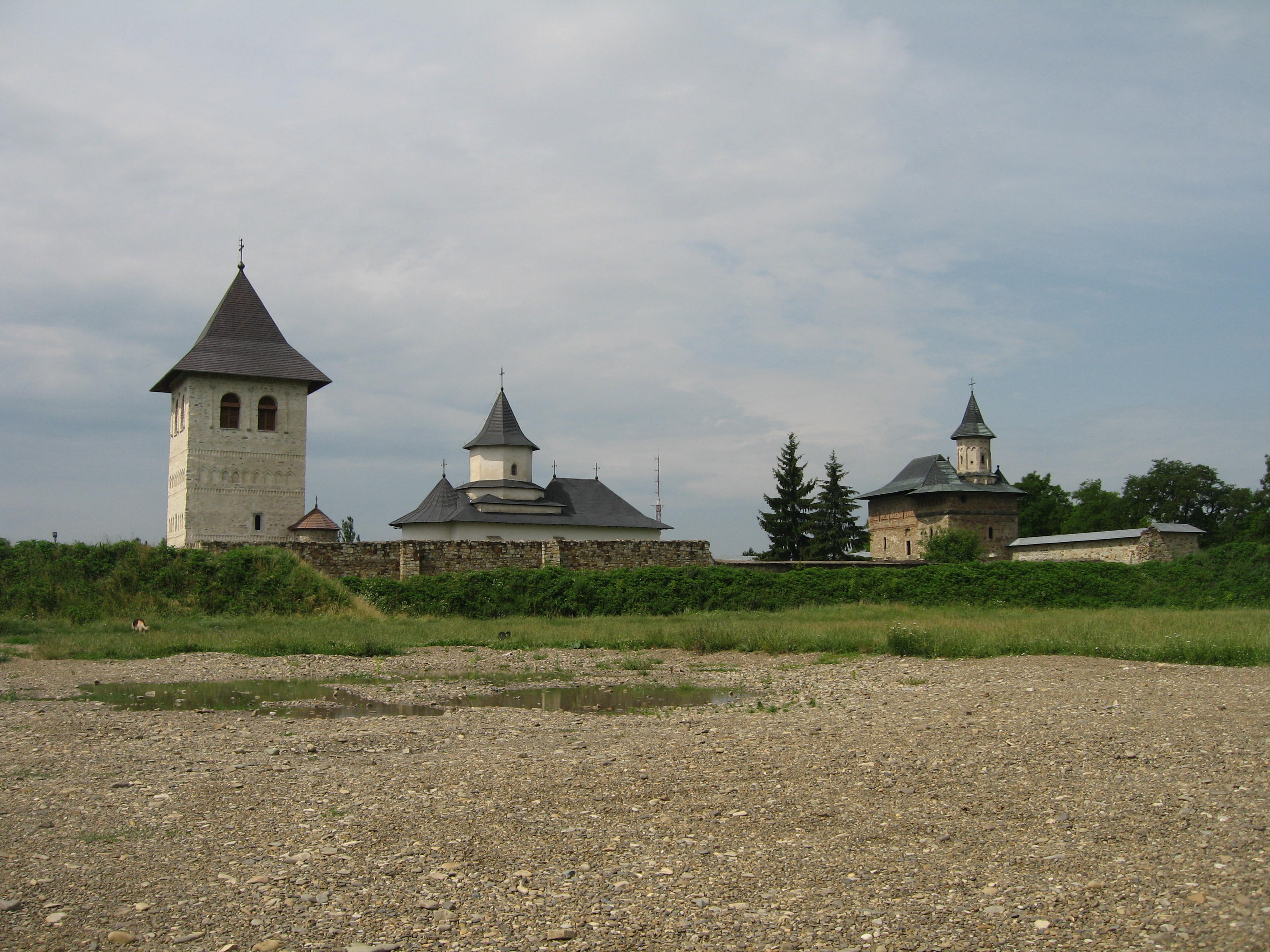
Das Kloster Zamca am Südrand von Suceava war in der Frühneuzeit Sitz der armenischen Bischöfe von Moldau

Seit dem 14. Jahrhundert fanden Armenier im Fürstentum Moldau (heute Republik Moldau und Ostgebiete von Rumänien) eine Heimat. 1350 errichteten sie eine erste Kirche in Botoșani, 1395 eine zweite in Jassy (Iași). 1401 erlaubte Fürst Alexander der Gute ihnen die Errichtung eines Bistums in Suceava. Während die Gemeinden nach 1475 durch Immigranten von der Krim verstärkt wurden, verringerten sich die Mitgliederzahlen durch osmanische Deportationen, polnische Angriffe und Flucht vor religiöser Verfolgung durch die Fürsten des 16. und 17. Jahrhunderts. Sie hatten bis 1790 Bestand, als etwa 4000 Armenier nach Russland auswanderten.
Nach 1475 immigrierten Armenier vor allem in die Walachei (Südgebiete von Rumänien) und bauten 1620 eine erste Kirche in Bukarest. Wie in anderen Regionen spielten sie eine zentrale Rolle im Handel und seit dem 19. Jahrhundert nahmen sie aktiv am intellektuellen, künstlerischen und politischen Leben des entstehenden rumänischen Staates teil. Im Unterschied zu den katholischen Ländern Polen-Litauen und Ungarn unter den Habsburgern war die armenische Minderheit in den orthodoxen Donaufürstentümern Moldau und Walachei keinem Druck zur kirchlichen Union mit Rom ausgesetzt, sondern blieb armenisch-apostolisch, verwendete im Alltag aber auch zunehmend die rumänische Sprache.
Die von Stalin in den Jahren 1946 bis 1948 geförderte „Repatriierung“ von Armeniern aus Osteuropa in die Armenische Sowjetrepublik schwächte die Gemeinden. Diese Einwanderung in die Armenische Sowjetrepublik wurde nach der Umsiedlung von 100.000 Armeniern aus der Diaspora wieder gestoppt. Eine weitere Auswanderungswelle erfolgte in den 1950er und 1960er Jahren nach Westeuropa und in den Mittleren Osten. 1956 wurden noch 6.400 Armenier gezählt, 1992 nur mehr 2000 vor allem in Bukarest, Constanța und Tulcea.

## In den Ländern der Stephanskrone (Siebenbürgen/Ungarn)

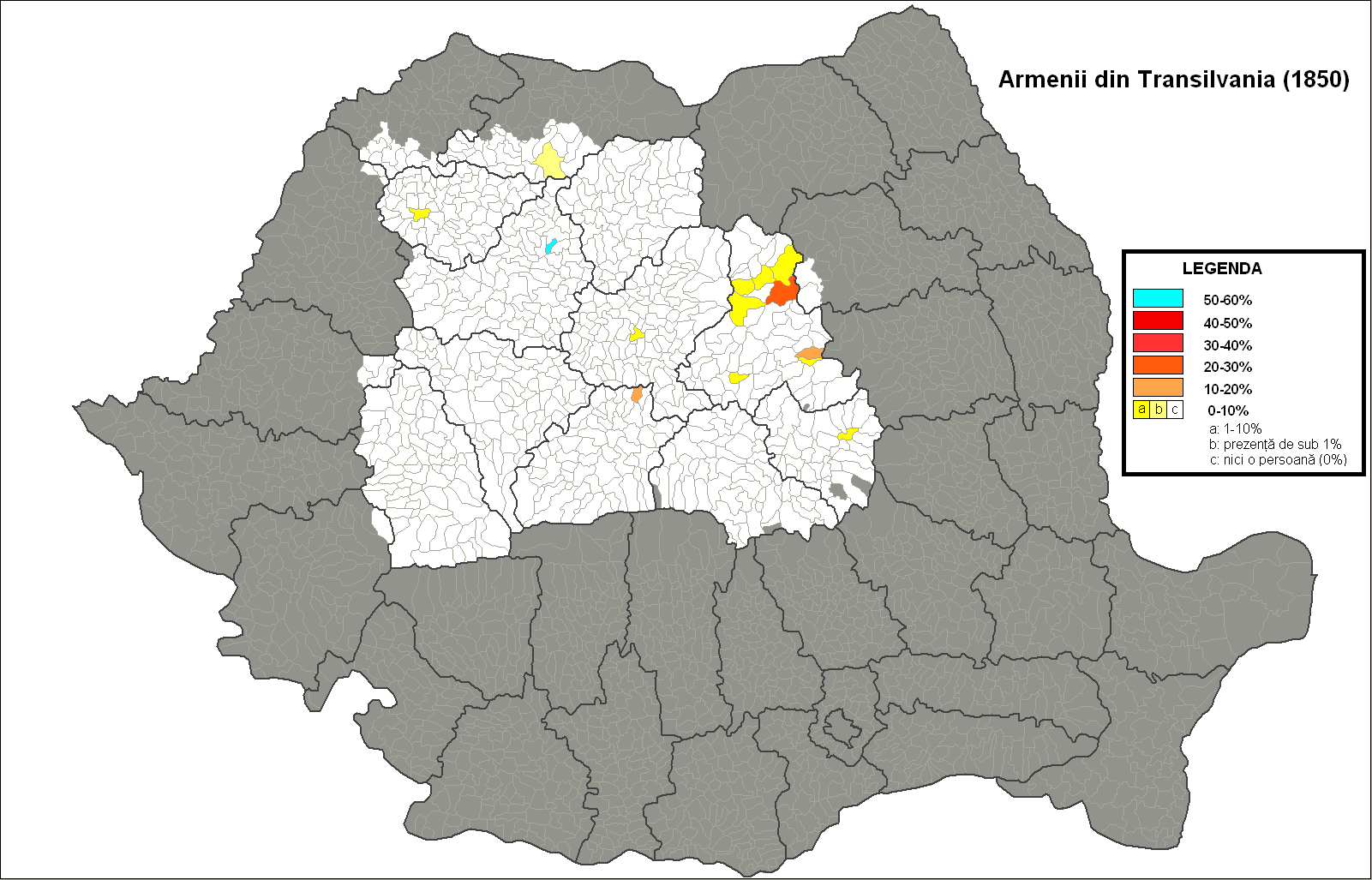
Teilweise armenische Siedlungen in Siebenbürgen nach der Volkszählung 1850

Seit dem hohen Mittelalter fanden Armenier ihren Weg nach Siebenbürgen, wo im 14. Jahrhundert sogar ein armenischer Bischof residierte. Im 15. und 16. Jahrhundert flohen Armenier vor allem aus der Moldau über die Karpaten. 1680 gewährte ihnen der religiös tolerante, evangelische Fürst von Siebenbürgen gewisse Privilegien und Handelskonzessionen und 1696 nach der Vertreibung der Osmanen gewährten die neuen habsburgischen Herren Sonderrechte. Die Armenier durften eigene Gerichte unterhalten, vor allem in ihren Hauptsiedlungen Gherla (nordöstlich von Klausenburg/Cluj, im 17.–19. Jahrhundert auch „Armenopol“ oder „Armenierstadt“ genannt), Elizabethspol (Dumbrăveni, nordöstlich von Hermannstadt/Sibiu), sowie in Gheorgheni (im Nordosten Siebenbürgens). Eine Karte, vermutlich der ersten Hälfte des 19. Jahrhunderts gibt noch mehrere Orte in der Siebenbürgen als hauptsächlich armenisch bevölkert an. Ihre Gesamtzahl betrug wohl 20 000.
Auch hier wurden sie nach Übernahme Siebenbürgens in die ungarische Herrschaft der katholischen Habsburger Ende 17. Jahrhundert zum Übertritt zum katholischen Glauben gedrängt und nach der Angliederung Galiziens an Österreich wurde dem armenisch-katholischen Bischof von Lemberg die Jurisdiktion über die Armenier in Siebenbürgen anvertraut. 1848 nahmen einige armenische Gemeinden aktiv an der Revolution Ungarns gegen die Habsburger teil. Drei Generäle armenischer Herkunft waren unter den militärischen Führern der Erhebung, zwei wurden 1849 hingerichtet. Die armenischen Städte mussten daraufhin hohe Zahlungen leisten und verloren ihre Privilegien. Die kirchliche Verwaltung wurde einem nichtarmenischen Bischof unterstellt. Im zu Ungarn gehörenden Siebenbürgen wurden die inzwischen meistens ungarischsprachigen armenischen Christen im Zuge der Magyarisierungspolitik zu den ethnischen Ungarn gezählt und zählten sich mehrheitlich bald selbst dazu. So verringerte sich in den folgenden Jahrzehnten ihre Zahl, aber in Siebenbürgen bestehen bis heute armenisch-katholische Gemeinden.

## Armenier in Österreich
Armenische Kaufleute bildete ihr Handelsnetz bis Wien und siedelten ab dem 17. Jahrhundert in der Donaumetropole. Von den zahlreichen Armeniern, die im Heer des Polenkönigs Johann III. Sobieski 1683 an der Entsatzschlacht gegen die Osmanen teilnahmen, blieben einige in der Stadt und Kaiser Leopold I. gewährte ihnen einige Privilegien.

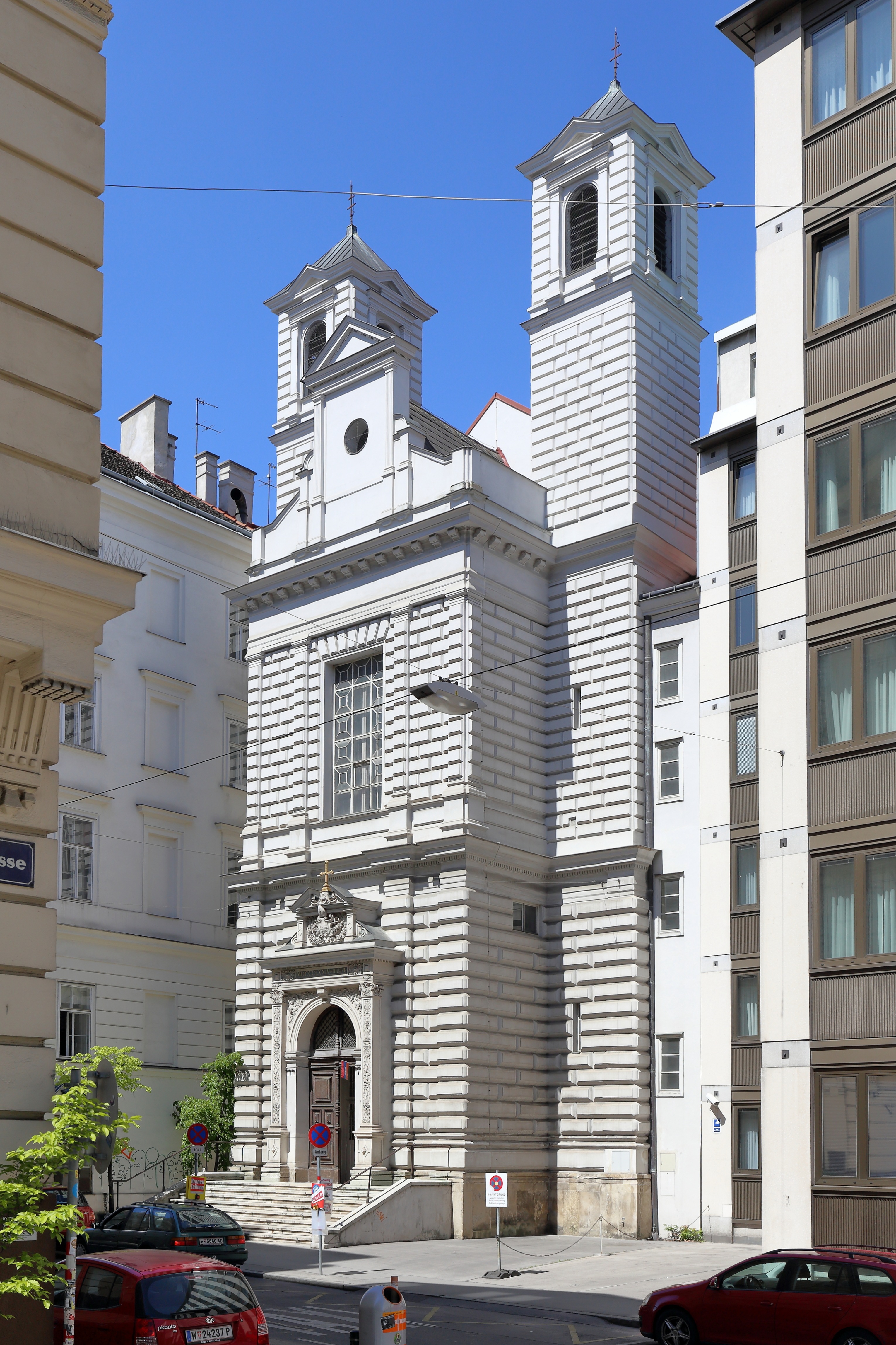
Armenisch-katholisches Mechitaristenkonvent in Wien

Neue Impulse erhielt die armenische Gemeinschaft in Wien mit der Ansiedlung einer Kongregation der katholischen Mechitaristen 1810/1811, die sich 1773 vom Mutterkonvent in Venedig abgespaltet hatten. Nach einem Feuer 1835 wurden die Kirche und der Konvent im siebten Wiener Gemeindebezirk neu errichtet. Die Wiener Patres brachten eine Reihe von Linguisten und Historikern hervor, darunter Pater Arsen Aydenian (1824–1902), der 1866 eine grundlegende Grammatik des modernen Armenischen herausgab. Der Konvent zog zahlreiche Studenten aus den armenischen Gemeinden Osteuropas und des Nahen Ostens an und unterhielt mit der Zeitschrift Handes Amsorya („Monatliche Rundschau“) ab 1887 eine Fachorgan, das bis in die 1980er Jahre Bestand hatte und seit kurzem wieder von Armenien aus herausgegeben wird.
Mitte des 19. Jahrhunderts lebten in der Österreichischen Monarchie ca. 16.000 Armenier.

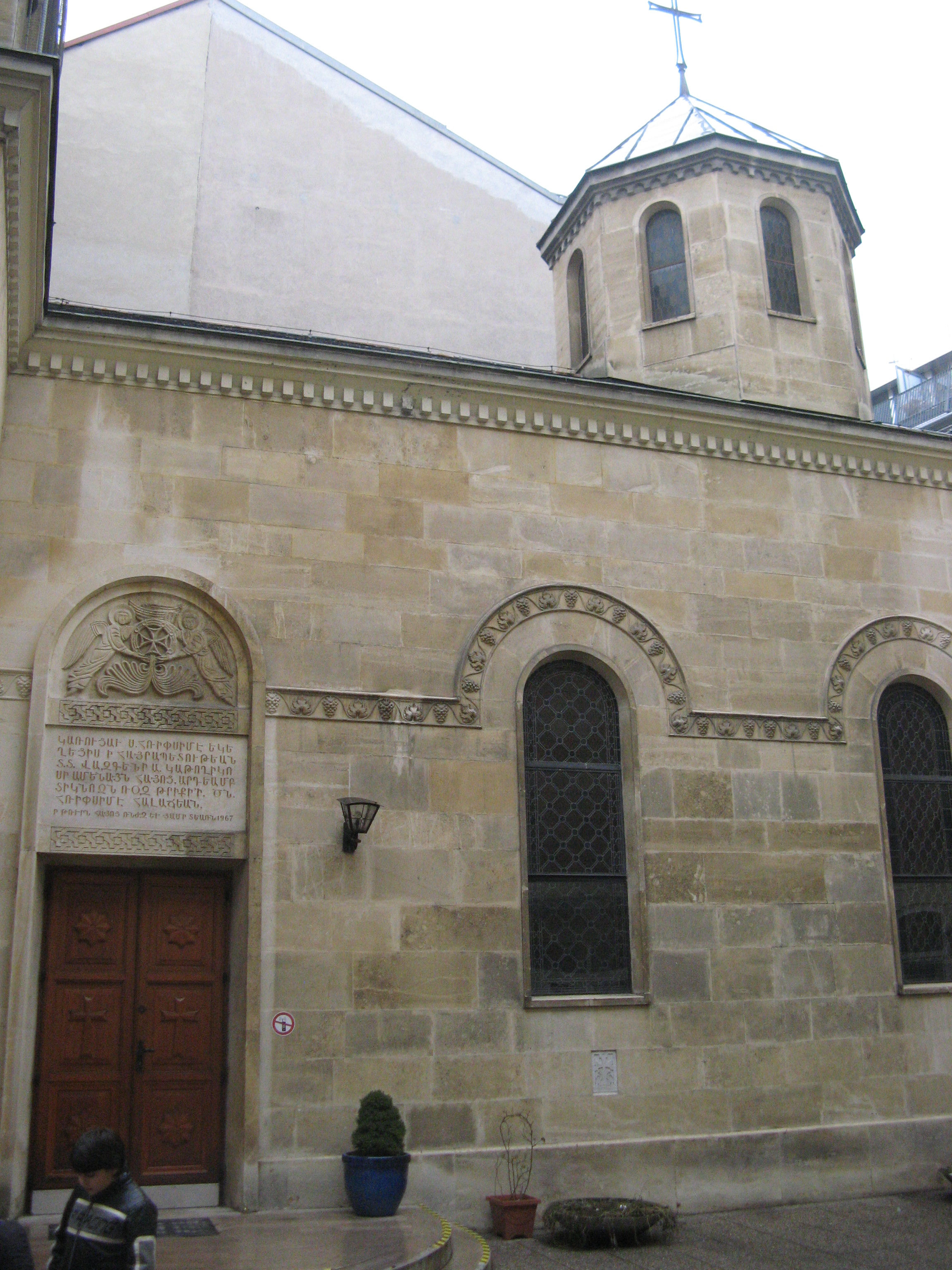
Armenisch-apostolische Kirche St. Hripsime in Wien

Emigranten aus dem Osmanischen Reich verstärkten Ende des 19. und Anfang des 20. Jahrhunderts die Wiener Gemeinde, so dass der Bau einer eigenen Kirche erwogen wurde. 1966 wurde die Armenisch-Apostolische Kirche in den Ökumenischen Rat der Kirchen aufgenommen, seit 1972 gilt sie als gesetzlich anerkannte Gemeinde. Am 21. April 1968 erfolgte die Einweihung der unter dem Patrozinium der armenischen Erzmärtyrerin St. Hripsime (4. Jahrhundert) stehenden Kirche in der Kolonitzgasse 11 im dritten Wiener Gemeindebezirk. Katholikos Wasgen I., der selbst der rumänischen Diaspora entstammte, ist das Oberhaupt der armenischen Kirche mit Sitz in Etschmiadsin in Armenien. 1980 errichtete er eine neue Diözese für Mitteleuropa mit Sitz in Wien. Die Armenisch-Apostolische Kirche, deren Gemeinde in Österreich 3000 Menschen zählt, unterhält Beziehungen zur römisch-katholischen Kirche und den anderen Konfessionen und ist ein Mitglied der Stiftung „Pro Oriente“. Wien wurde deshalb auch zu einem zentralen Ort für die Vorbereitung der Aussöhnung zwischen Rom und den altorientalischen, miaphysitischen Kirchen.
Die international erfolgreiche armenische Opernsängerin Hasmik Papian lebt in Wien. Die in Jerewan geborene Künstlerin tritt regelmäßig an der Wiener Staatsoper auf, ebenso wie an vielen anderen renommierten Opernhäusern in aller Welt, wie der Scala in Mailand, der Metropolitan Opera in New York oder der Opéra Bastille in Paris.
Nach Angaben der Erzdiözese Wien leben in Österreich etwa 7.000 Armenier, davon ca. 3.000 in Wien.

## Armenier in Deutschland
Die Zahl der Armenier in der Bundesrepublik Deutschland liegt – nach Angaben der Botschaft der Republik Armenien in Deutschland – zwischen 50.000 und 60.000. Die größte Gemeinschaft ist in Köln anzutreffen.

## Armenier in Frankreich

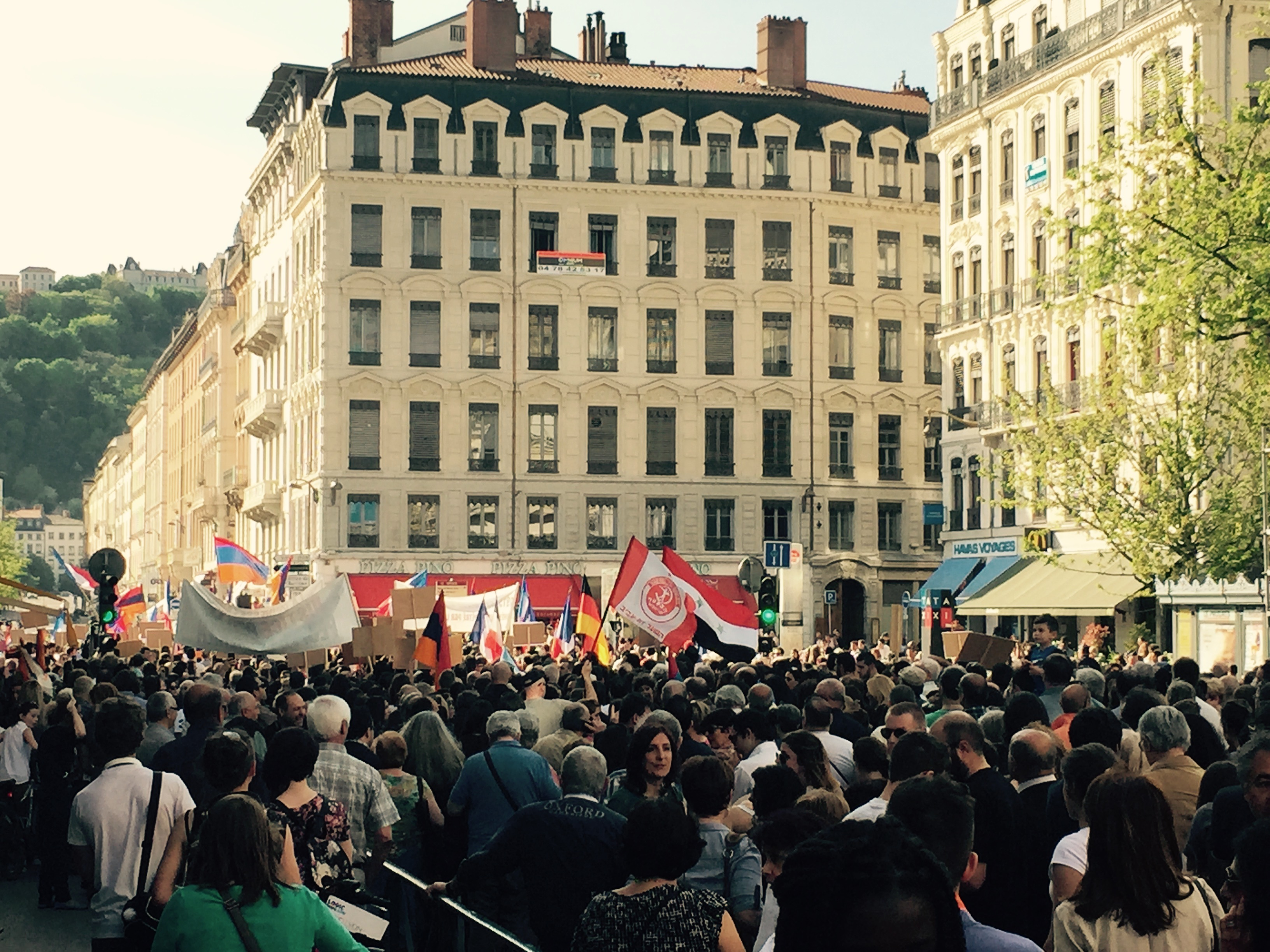
Demonstration zum Gedenktag des 100. Jahrestages des Völkermordes an den Armeniern am 24. April 2015 in Lyon.

Mit Ausnahme Russlands war Frankreich das Hauptziel der armenischen Flüchtlinge und Auswanderer, hier vor allem die Hafenstädte Marseille und Valence und natürlich die Metropole Paris. Mit 500–600.000 armenischen Einwohnern hat Frankreich heute die viertgrößte armenische Bevölkerung nach Armenien, Russland und den USA. Die meisten Armenier flüchteten unmittelbar nach dem Ersten Weltkrieg ins Land, als Frankreich zwischen dem Vertrag von Sèvres 1920 und dem Vertrag von Lausanne 1923 Kilikien und südliche Teile Anatoliens besetzt hielt, aber wieder räumen musste, oder wanderten später aus dem Völkerbundmandat für Syrien und Libanon nach Frankreich ein.
Für die gregorianischen Armenier – die Angehörigen der traditionellen Armenisch-Gregorianischen Kirche bzw. Armenisch-Apostolischen Kirche – in Frankreich errichtete Katholikos Karekin II. Nersissian im Dezember 2006 eine einheitliche Armenische Diözese Frankreich mit der armenischen Kathedrale in Paris als Zentrum und 24 Pfarreien im ganzen Land. Am 22. Juni 2007 wurde Bischof Norvan Zakarian, zuvor Vikarbischof in Lyon, zum ersten Primas der neuen Diözese gewählt und am Folgetag durch das Katholikat in Etschmiadsin bestätigt.
Zu den bekanntesten armenischstämmigen Franzosen gehört Charles Aznavour, eigentlich (bis 1982) Charles Aznavourian.

## Armenier in Russland

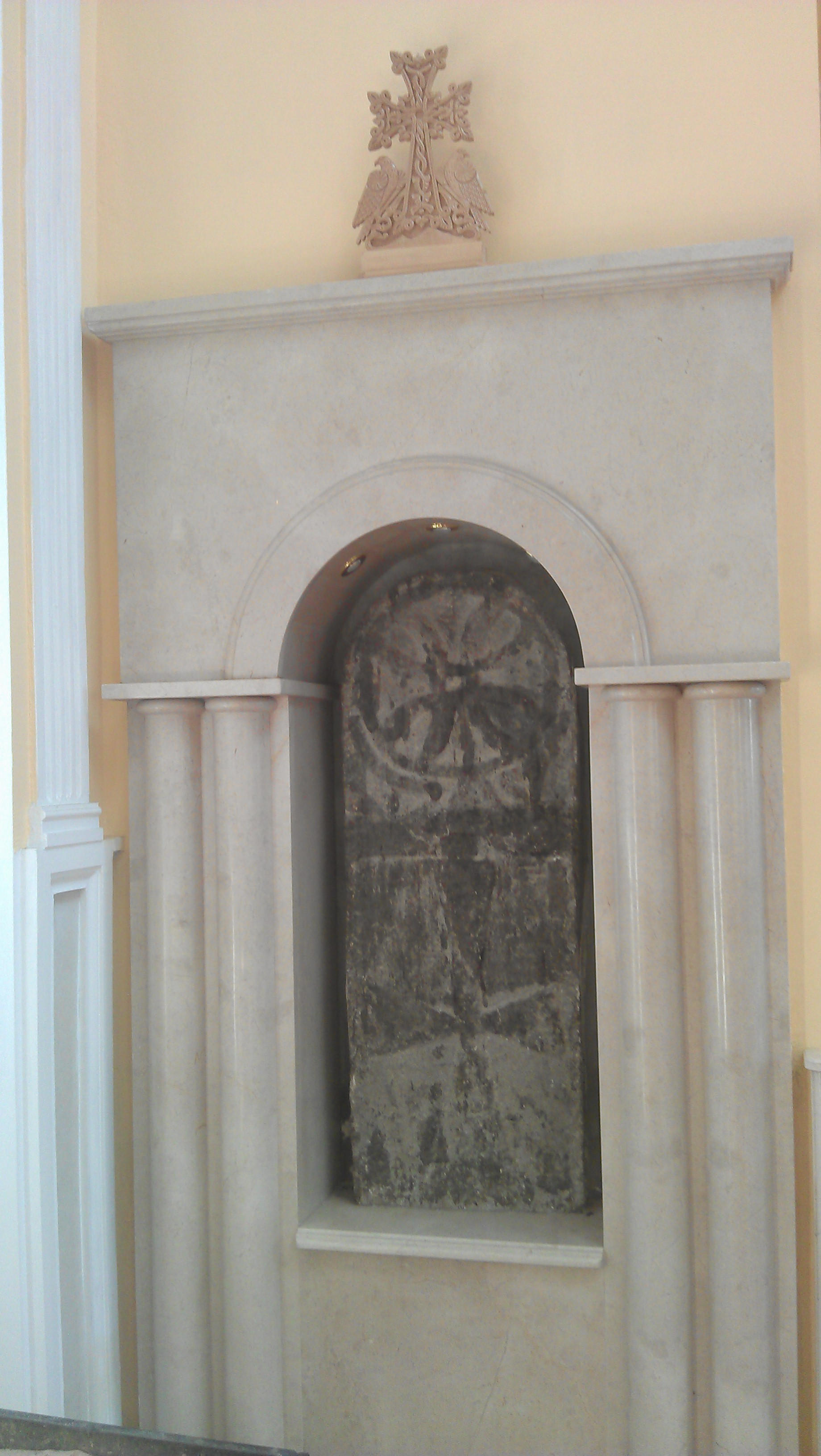
Chatschkar (Kreuzstein) Surb Chatsch (Heiligkreuz), eines der ältesten armenischen Chatschkare aus dem 6. Jahrhundert aus Ani, seit 1385 in Kloster Surb-Chatsch/Krim, seit 1778 in Neu-Nachitschewan/Rostow.

Parallel zur Ansiedlung in den ukrainischen und ostpolnischen Städten sind auch seit dem 11., besonders seit dem 13. Jahrhundert armenische Kaufleute in entfernter gelegenen zentralrussischen Städten und den Städten des Reiches der Wolgabulgaren und später der Goldenen Horde nachweisbar, allerdings in deutlich geringerer Zahl. Die meisten hatten den rechtlichen Status der gosty (russ. „Gäste“), waren also nur zeitweilig anwesende Fernhändler und Kaufleute, selten dauerhaft ansässige Bürger oder Handwerker. 
Eine andere alteingesessene Gruppe armenischer Christen im Gebiet des heutigen Russland waren die Armenier im Nordkaukasus, die seit dem 15. Jahrhundert in den Handelsstützpunkten der Schwarzmeerküste und an der nordkaukasischen Handelsstraße von Persien über Derbent (in dieser Stadt schon seit dem 4. Jahrhundert als Minderheit nachweisbar) nach Tana (Asow) und zur Krim dauerhaft lebten. Diese Armenier wurden früher „Tscherkessogaier“ genannt, von russ. Черкесогаи (Tscherkessogai) aus armenisch չերքեզահայեր (tscherk'esahajer), was „Tscherkessien-Armenier“ bedeutet, wobei Tscherkessien bis Anfang 19. Jahrhundert oft ein Begriff für den gesamten Nordkaukasus war.

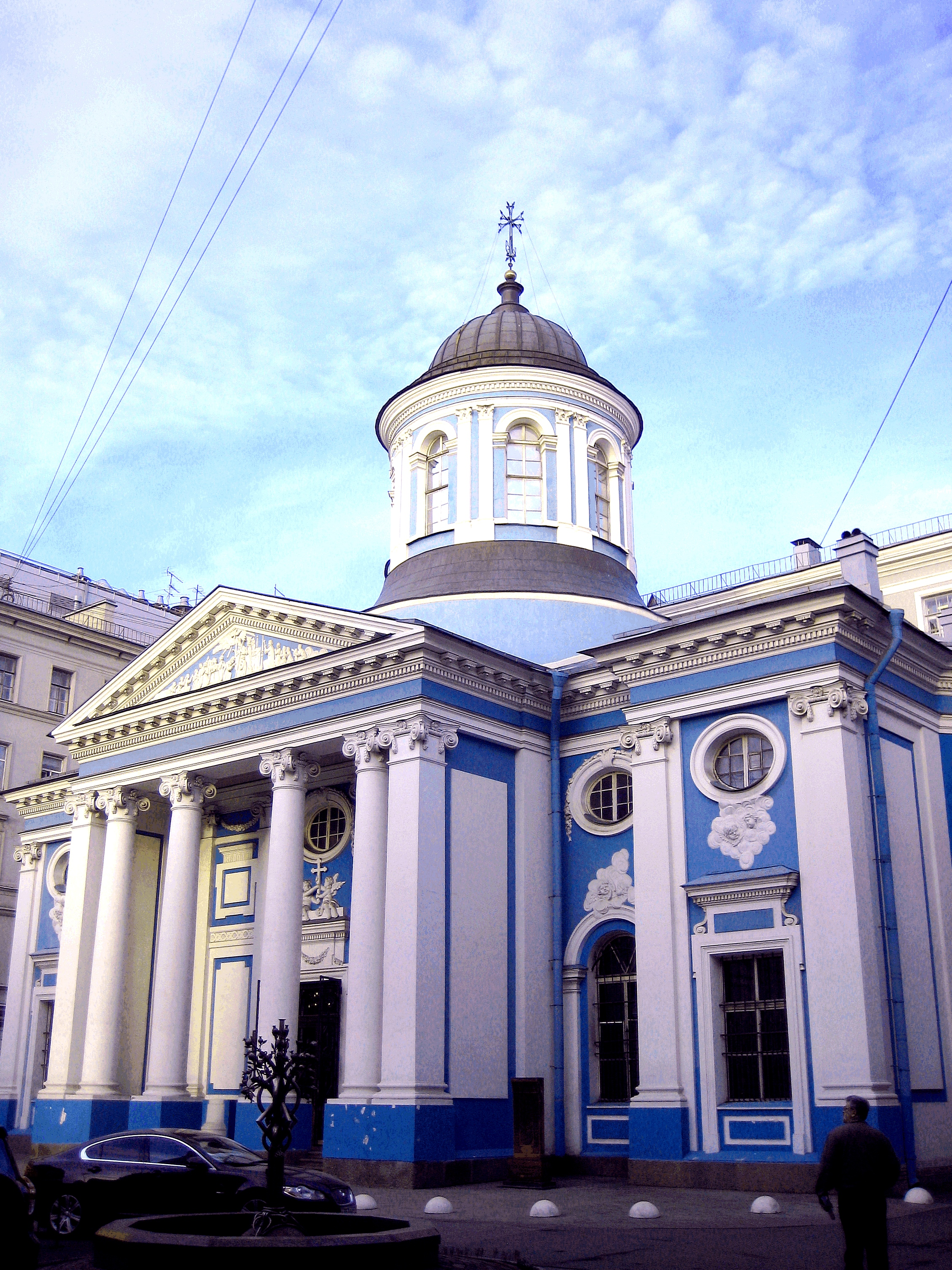
Armenisch-Apostolische Katharinenkirche (errichtet 1771–76) in Sankt Petersburg, am Newski-Prospekt.

Seitdem Russland unter Katharina der Großen seine Expansionspolitik zum Schwarzen und Mittelmeer auf Kosten des Osmanischen Reiches begann und sich dafür im Friede von Küçük Kaynarca 1774 den Status einer Schutzmacht der Christen im Osmanischen Reich zusichern ließ, nahm allmählich der Zustrom armenischer Immigranten und Flüchtlinge nach Russland zu. Die früheste Gruppe waren die oben erwähnten meist krimtatarisch sprechenden Krimarmenier, die 1778 zahlreich in der Region um Asow und Rostow am Don umgesiedelt wurden. 1796 folgten einige tausend Armeno-Tatisch sprechende Armenier einem Rückzug der russischen Armee aus dem Khanat Schirwan in den Nordkaukasus und wurden in Astrachan und Umgebung und im Dorf Edissia, östlich von Kurskaja angesiedelt.
Im 19. und 20. Jahrhundert wanderten deutlich mehr Armenier nach Russland ein. Die meisten Armenier aus dem Osmanischen Reich und seltener aus Persien wurden im Südkaukasus, besonders im heutigen Armenien, südlichen Georgien und westlichen Aserbaidschan angesiedelt, wodurch sich die armenischen Bevölkerungsanteile vergrößerten (nach vorherigem Bevölkerungsanteil und seiner Zunahme aber regional sehr verschieden). Im heute russischen Nordkaukasus-Vorland und öfter an der russischen Schwarzmeerküste wurden besonders am Ende des Kaukasuskrieges ab 1861 nach der Deportation vieler Tscherkessen, Abchasen und anderer Kaukasier ins Osmanische Reich durch Ansiedlungskommissionen im Rahmen der Siedlungspolitik des Zarenreiches im Kaukasus neben anderen Siedlern auch Armeniern Land zugeteilt, die vorwiegend in neuen armenischen Dörfern angesiedelt wurden. Weitere Zuwanderungswellen folgten nach dem Völkermord 1915/16 (hier aber durch den russischen Bürgerkrieg nicht so zahlreich), in der Zeit der sowjetischen Industrialisierung, die in Zentralrussland weitreichender, als im Südkaukasus war, und schließlich nach dem Zerfall der Sowjetunion, als die noch tieferen Krisen der armenischen Wirtschaft, als der russischen Wirtschaft zur Zuwanderung nach Russland führte.

Prozentanteile der armenischen Minderheit in den russischen Regionen

Russland ist heute das Land mit der größten armenischen Bevölkerung, nach Armenien selbst. Bei der letzten Volkszählung in Russland 2010 gaben 1.182.388 Einwohner an, Armenier zu sein (nur sechs bezeichneten sich selbst noch als Tscherkessogaier), aber nur 660.935 gaben Armenisch als Muttersprache an. Besonders seit längerem in Russland lebende und städtische Bevölkerungsgruppen sind zur russischen Umgangssprache übergegangen, sehen sich aber durch ihre Herkunft oder armenische Kirchenzugehörigkeit selbst noch als Armenier. Zumeist die in jüngerer Zeit eingewanderten und in armenischen Dörfern lebenden Armenier sprechen dagegen oft noch Armenisch. Schwerpunkte der armenischen Bevölkerung in Russland sind die Föderationskreise Nordkaukasus und Südrussland, gefolgt von den Föderationskreisen Wolga und Zentralrussland mit Schwerpunkten in Moskau und St. Petersburg. Die größte armenische Bevölkerung hatte 2010 die Region Krasnodar an der nordkaukasisch-russischen Schwarzmeerküste (281.680 = 5,5 % der Regionsbevölkerung), gefolgt von der östlicheren Region Stawropol (161.324 = 5,9 %), der Oblast Rostow (110.727 = 2,6 %) und der Stadt Moskau (106.466 = 1 %). Daneben haben einige weitere südrussischen, nordkaukasische und zentralrussische Regionen, Oblaste und Republiken einen niedrigen armenischen Bevölkerungsanteil von 0,5 % bis ca. 3 %.

## Weitere Länder
- Armenier in Aserbaidschan
- Armenier im Irak
- Armenier im Iran
- Armenier im Libanon
- Armenier in der Türkei
- Armenier in Istanbul
- Armenier in Syrien
- Armenische Amerikaner
- Armenisches Viertel von Jerusalem